# Franz Lusensky

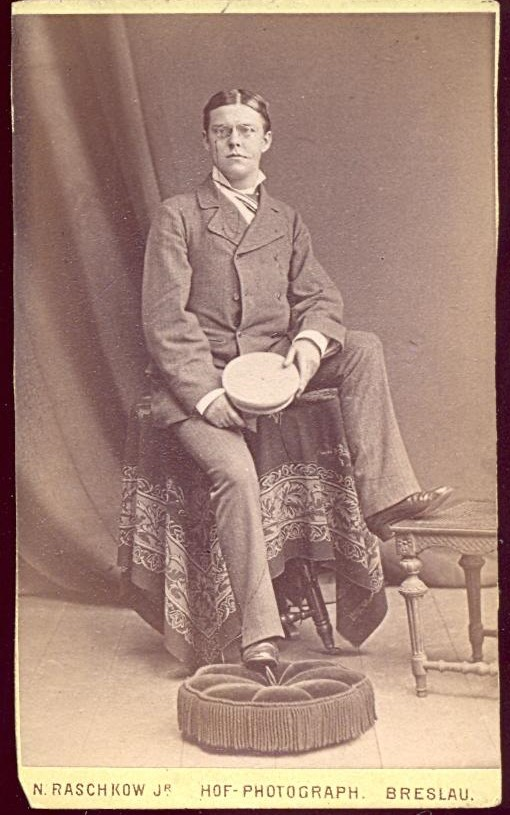
Franz Lusensky als Corpsstudent in Breslau

Franz W. Lusensky (* 13. April 1862 in Stendal; † 1924) war ein deutscher Ministerialbeamter und Abgeordneter.

## Leben
Lusensky studierte Rechts- und Staatswissenschaften an den Universitäten Breslau und Greifswald. 1880 wurde er Mitglied des Corps Pomerania Greifswald. Nach dem Studium trat er in den preußischen Staatsdienst ein. 1891 kam er in das Preußische Handelsministerium, wo er 1895 Vortragender Rat und 1911 Ministerialdirektor wurde. Er war der Verfasser von juristischen Schriften.
Von 1904 bis 1911 vertrat Lusensky als Abgeordneter des Wahlkreises Bromberg 3 (Schubin, Hohensalza, Strelno) im Preußischen Abgeordnetenhaus. Er gehörte der Fraktion und dem Zentralvorstand der Nationalliberalen Partei an.

## Auszeichnungen
- Charakter als Geh. Regierungsrat (1895)
- Charakter als Geh. Oberregierungsrat (1899)
- Charakter als Wirkl. Geh. Rat, verbunden mit der Anrede Exzellenz (1911)[2]

## Schriften
- Gesetz, betreffend die Pflichten der Kaufleute bei Aufbewahrung fremder Werthpapiere, 1896
- Der zollfreie Veredlungsverkehr, 1903
- Der neue Staat: dargestellt auf der Grundlage der neuen Reichsverfassung, 1920